# Gaotang, Huoqiu
Gaotang (kinesiska: 高塘) är en köping i östra Kina. Den ligger i Huoqiu härad i staden Lu'an i provinsen Anhui omkring 130 kilometer nordväst om provinshuvudstaden Hefei. Antalet invånare är 38624. Befolkningen består av 18 275 kvinnor och 20 349 män. Barn under 15 år utgör 21,0 %, vuxna 15-64 år 69 %, och äldre över 65 år 9,0 %.